# Det sista äventyret
För Jan Halldoffs film som bygger på boken, se Det sista äventyret (film).
Det sista äventyret är en roman av den svenske författaren Per Gunnar Evander, utgiven på Albert Bonniers förlag 1973.
Boken kom att bli Evanders stora publika genombrott och var den första i raden av böcker som skildrar människor som befinner sig på gränsen till utanförskap, ofta på grund av psykisk ohälsa. Böckerna behandlar förlorarna i folkhemmet. Huvudpersonen i Det sista äventyret är den unge Jimmy som arbetar som lärarvikarie. Han inleder en kärlekshistoria med en flicka som går i nian, men får ett sammanbrott och hamnar på mentalsjukhus. Berättelsen filmatiserades senare av Jan Halldoff som Det sista äventyret, vilken har Göran Stangertz i rollen som Jimmy.
Det sista äventyret är en av titlarna i boken Tusen svenska klassiker (2009). Författarna benämner den som "en av det svenska litterära 70-talets höjdpunkter". Författaren Göran Hägg har kallat boken för en modern klassiker och menar att den är "tidsbunden på ett sätt som garanterar tidlöshet".

## Handling
Det sista äventyret handlar om Jimmy Matsson som blir frikallad från sin militärtjänstgöring på grund av sitt excentriska beteende. Jimmy är en person som försöker vara omgivningen till lags samtidigt som han inte förmår att bete sig enligt samhällets konventioner. Han börjar att arbeta som lärarvikarie i biologi på en grundskola och inleder ett sexuellt förhållande med eleven Helfrid, som går i nionde klass. När förhållandet uppdagas, får han sparken. Han är svartsjuk på Helfrid och de två går skilda vägar. Jimmys svaga verklighetsförankring kollapsar och han blir inlagd på mentalsjukhus.
I terapisamtalen på sjukhuset framträder ett föräldrahem med fascistiska drag. Läkaren Alec (som egentligen heter Davidsson men som Jimmy kallar Alec beroende på hans utseendemässiga likhet med skådespelaren Alec Guinness) tar sig an Jimmy och visar förståelse och sympati för hans situation. Jimmy och de andra inlagda får tillbringa en sommar på ett säteri vid Mälaren och får där samtalsterapi, men även mindre medicinering och olåsta dörrar. Jimmy får den lugn och ro han behöver och fördriver tiden med att snickra fågelholkar. Han får med sig den tystlåtne och dödslängtande Bruno. Tillsammans företar de sig även roddturer på sjön och när Bruno förklarar att han ser dessa som äventyr blir Jimmy mycket glad och förstår inte hur han någonsin mer skulle kunna hamna i depression. Samtalsterapin med Alec ger resultat och Jimmy vågar ge utlopp för sina känslor. Romanen slutar inte med att Jimmy friskförklaras, men det antyds att så skulle kunna bli fallet.

## Stil
Miljöskildringarna i boken är ytterst sparsamt framställda, såväl på regementet som i skolan och på sjukhuset. Tiden på sjukhuset är skildrad med medkännande humor, där den sympatiske läkaren Alec står i kontrast till Jimmys och de andra patienternas sorg och olycksöden. Dialogerna kännetecknas av att de är nedkortade och avskalade och skildrar ofta hur personerna missförstår varandra. Göran Hägg har jämfört replikväxlingarna med de i Alberto Moravias roman Ledan. Personskildringen präglas av vemodig korthuggenhet. Boken har vidare en tydlig, förklarande berättarröst, men som begränsar perspektivet till Jimmys upplevelser och intryck av verkligheten. Berättaren ger dock inte läsaren någon lösning på Jimmys problem.

## Utgåvor
- Evander, Per Gunnar (1973). Det sista äventyret: roman. Stockholm: Bonnier. Libris 7144180. ISBN 91-0-038907-2
- Evander, Per Gunnar (1975) (på obestämt språk). Det sista äventyret Box 1. Lund: Btj. Libris 11532549
- Evander, Per Gunnar (1975) (på obestämt språk). Det sista äventyret Box 2. Lund: Btj. Libris 11532550
- Evander, Per Gunnar (1975). Det sista äventyret ([Ny utg.]). Stockholm: Bonnier. Libris 7144568. ISBN 91-0-039910-8
- Evander, Per Gunnar; Nettervik Ingrid, Thunström Björn (1995). Det sista äventyret. Svensklärarserien, 0349-3563; 215 ([Ny utg.] /arbetsmaterial: Ingrid Nettervik och Björn Thunström). Stockholm: Natur och kultur i samarbete med Svensklärarfören. Libris 7232104. ISBN 91-27-73220-7
- Evander, Per Gunnar (1986). Det sista äventyret: roman. Legenda pocket, 99-0500049-6 ([Ny utg.], 1. pocketuppl.). Stockholm: Legenda. Libris 7437801. ISBN 91-582-0869-0
- Evander, Per Gunnar (2008). Det sista äventyret: roman. En modern klassiker, 1651–1514 ([Ny utg.]). Stockholm: Modernista. Libris 10659417. ISBN 978-91-86021-05-4
- Evander, Per Gunnar (2010). Det sista äventyret. Lund: Btj. Libris 12590800
- Evander, Per Gunnar (2012). Det sista äventyret. Albert Bonniers Förlag. Libris 13591613. ISBN 978-91-0-012854-8